# Furina dunmalli
Furina dunmalli je vrsta strupenih kač iz družine strupenih gožev, ki je razširjena le v Avstraliji.

## Opis
F. dunmalli je razširjena po jugovzhodnem Queenslandu in na meji z New South Walesom.  Na zahod sega njen življenjski prostor vse do Nacionalnega parka Carnarvon, na sever do obale v bližini Rockhamptona ter Clermonta.
Ta strupenjača, ki zraste v dolžino do 60 cm ima hrbet sivo rjave barve, ki po spodnjem delu bokov prehaja v belo. Luske so gladke, obrobljene s svetlejšimi odtenki osnovne barve. Glava je velika in znatno širša od telesa.